# Hipogeo de Longar (Viana)
El hipogeo de Longar es un monumento megalítico, situado en el término municipal de Viana (Navarra), datado como perteneciente al final del Neolítico (mediados del III milenio a. C.) o inicios del Calcolítico. En él se han encontrado restos humanos, utensilios de piedra y testimonios de la práctica de la agricultura. Fue hallado en 1985 por Luis Arazuri Izquierdo, vecino de Viana. Se realizaron tres campañas de excavaciones arqueológicas (1991, 1992 y 1993) y se restauró en 1994. Todo ello dirigido por Javier Armendáriz Martija y Susana Irigaray Soto.

## Acceso
Situado en el término municipal de Viana, en la carretera de esta ciudad a Aras, en un desvío a la izquierda, se toma una senda bien señalizada que tras 4,6 kilómetros lleva al hipogeo.  
Se encuentra en la cara sur del Alto de los Bojes, a 750 m s. n. m. Su emplazamiento muestra la voluntad de los constructores de darle visibilidad, de dominar el territorio, ya que la visión alcanza al valle del Ebro, además de situarlo cerca del poblado.

## Estructura

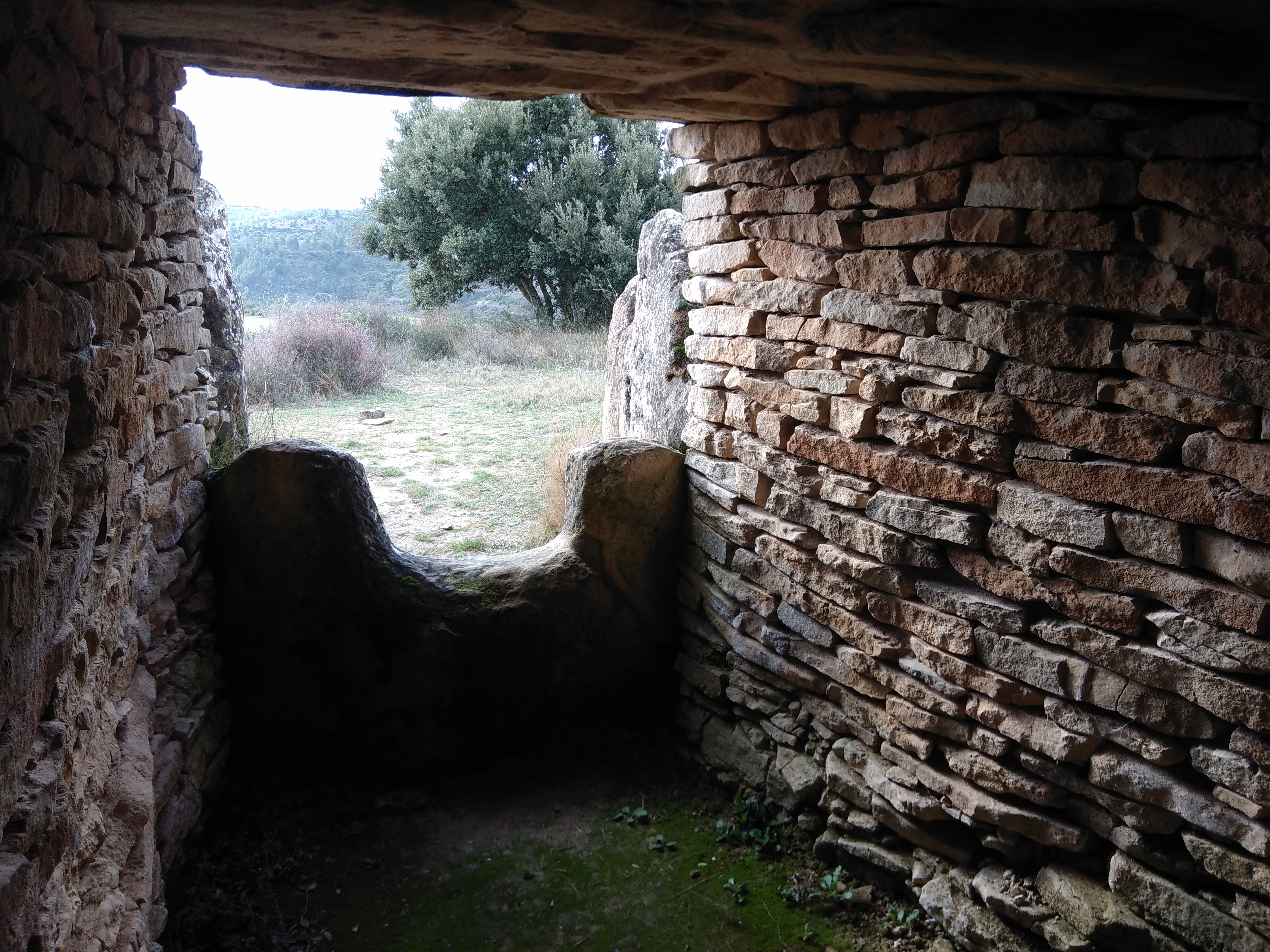
Hipogeo de Longar, vista desde la cámara sepulcral

El acceso al hipogeo está formado por un corredor orientado al sur, delimitado por piedras verticales (ortostatos), cuatro a cada lado. La entrada a la cámara estaba definida por una losa vertical en la que se había practicado una abertura de forma circular, de unos cincuenta centímetros de diámetro, con el fin de aislar el enterramiento del exterior mediante un cierre de piedra o madera y, de esta manera, evitar que las alimañas devoraran los cadáveres en él depositados. De esta losa solo se ha conservado la parte inferior, que sería un tercio del total de la pieza. 
La cámara tiene 4,6 metros cuadrados de superficie y 1,5 metros de altura. Está excavada en la arcilla, el suelo es de tierra apisonada, las paredes están revestidas de un aparejo irregular de arenisca, de pequeñas dimensiones, dispuesto a seco, sin argamasa, y la cabecera tiene forma circular. 
La cubierta la integran dos grandes losas de arenisca toscamente labradas, que proceden de las rocas que afloran en las inmediaciones; en conjunto pesan casi siete toneladas; la que está más próxima a la entrada se partió por la mitad y sepultó el hipogeo, lo que favoreció su conservación. 
Por su tipología el hipogeo de Longar se ha relacionado con monumentos megalíticos de Extremadura, Andalucía y el Algarve, aunque estos parecen ser más modernos.
El conjunto fue descubierto en 1989, excavado a partir de 1991 y tres años más tarde restaurado y adecuado su entorno para visitas.

## Sepultura colectiva
En su interior se han encontrado restos de 114 personas (hombres, mujeres y niños) con una edad que no sobrepasaba los cuarenta años. Los cadáveres fueron depositados aquí durante unos 130 años, entre el 2630 y el 2500 a. C., de acuerdo con un ritual funerario que tenía al hipogeo como centro. Los cuerpos se depositaron en la cámara, en posición fetal, para lo cual se sujetarían con cuerdas las extremidades al poco de producirse en fallecimiento. 
Se han encontrado 31 flechas de sílex, cuatro de ellas están clavadas en huesos: en la cara, en la columna vertebral, en el hombro (en estos tres casos producirían heridas mortales), y en la cuarta ocasión la flecha aparece en una costilla que presenta señales de que la herida cicatrizó. Estos restos, todos ellos pertenecientes a varones, testimonian la existencia de la violencia en la época, bien sea dentro del grupo o por enfrentamientos con otra comunidad.

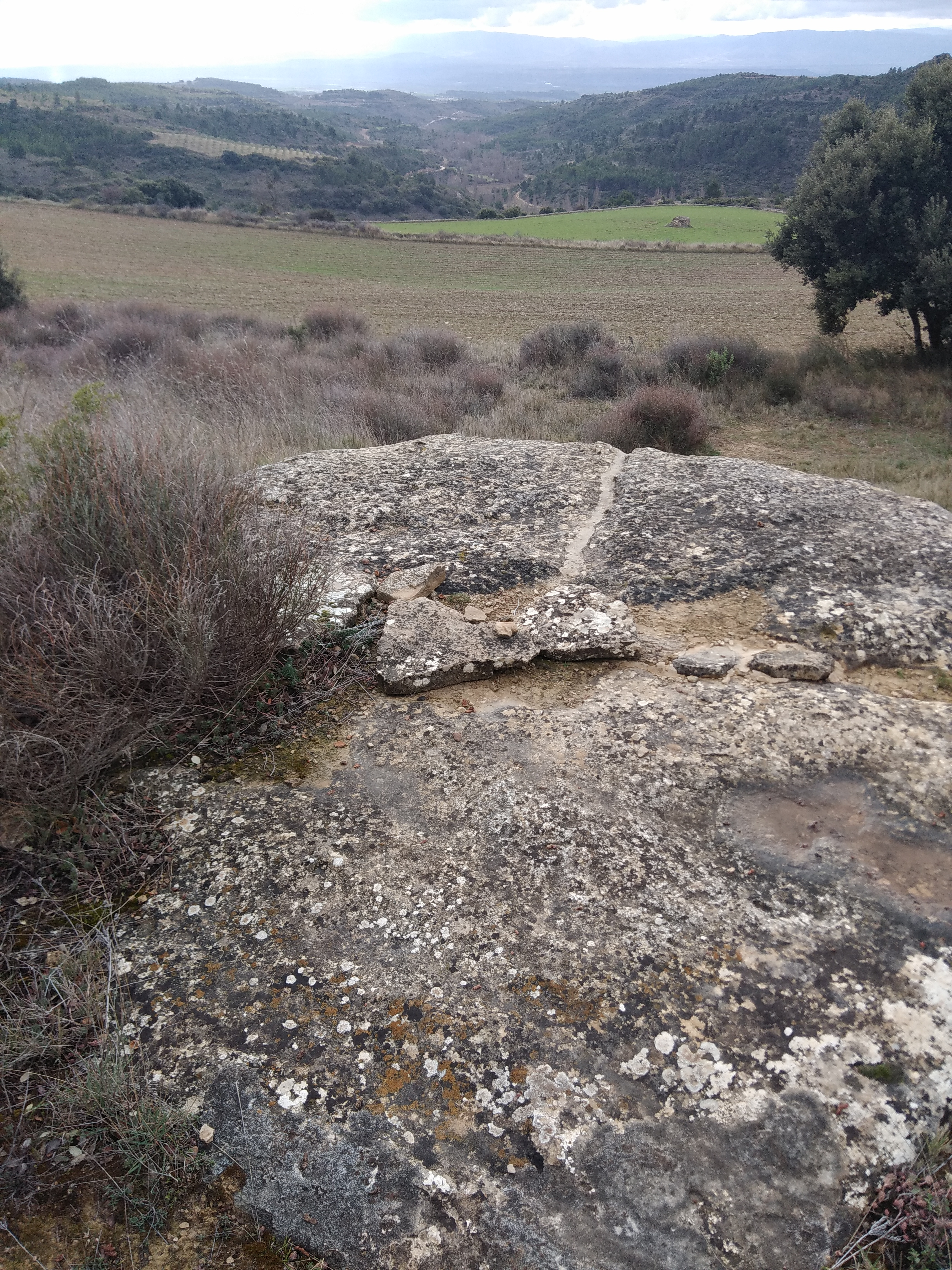
Cubierta del hipogeo de Longar; la losa del primer plano cubre la cabecera y se conserva intacta, la del segundo plano corresponde al acceso y está partida por la mitad.

## Cultura neolítica
Se ha comprobado que la población del entorno del hipogeo practicaba la agricultura, concretamente el cultivo de gramíneas; en este sentido conviene precisar que se han encontrado lascas y hojas de sílex que, en algún caso, muestran  el desgaste causado por su empleo en la siega (el llamado “lustre del cereal”); todo ello no impediría que al mismo tiempo se practicara una economía depredadora, de caza, pesca y recolección de frutos silvestres.
El ajuar encontrado es escaso, siempre en piedra y en ningún caso de metal, además de restos de un vaso de cerámica hecha a mano. Llama la atención la falta de ajuar personal y de objetos ornamentales. No se han observado cambios o evolución en las técnicas de trabajo ni en los hábitos culturales durante el tiempo en que el hipogeo fue utilizado como lugar de enterramiento colectivo.
El estudio arqueológico de este monumento megalítico se ha completado con otros referidos a la datación por el procedimiento de radiocarbono, al análisis antropológico y patológico de los restos humanos, así como del polen fósil y de las huellas de utilización del ajuar de piedra encontrado en el lugar.

## Megalitismo
El hipogeo de Longar se inscribe en el fenómeno europeo del megalitismo que se extiende por la costa occidental del continente. En Navarra la cultura megalítica arraiga con especial intensidad en las montañas de la mitad norte, donde se han censado en torno a seiscientos dólmenes, trescientos crómlechs  y un centenar largo de menhires. 
En el espacio del hipogeo de Longar se estableció posteriormente un poblado romano; se tiene noticia de la existencia de una población en el siglo XII, que contó con su correspondiente parroquia. En 1219 fue incorporada, por decisión de Sancho VII, junto con otras poblaciones de los alrededores, a Viana. Se despobló a finales del siglo XIV con motivo de las guerras fronterizas que en esta comarca enfrentaron a los reinos de Navarra y Castilla.